# Парень со странностями
«Парень со странностями» (англ. Far Out Man) — американский комедийный фильм Томми Чонга 1990 года. Также на русский язык фильм иногда переводят как «Человек издалека» или «Полная отключка».
Это первая и последняя режиссёрская работа Томми Чонга после распада дуэта Чич и Чонг в середине 80-х годов. В этот фильм на роль своей подруги Чонг взял свою жену, а на роли своих детей — своих детей. В эпизоде появляется и Чич Марин в роли Чича.
В 1990 году фильм номинировался на The Stinkers Bad Movie Awards (награда для худших фильмов года), однако проиграл фильму Брайана Де Пальмы «Костёр тщеславия».

## Сюжет
Дочь нанимает психиатра для своего отца, который несмотря на наступление 90-х мозгами застрял в своих 60-х и ведёт себя как хиппи. Доктор осматривает парня со странностями, проводит различные процедуры и беседует с ним. Выясняется, что у того в 60-х была подружка Три, потом у них родился мальчик, а после она ушла от него, когда он выгнал её из группы. Однако до сих пор воспоминания о ней беспокоят его. Врач находит, что все эти проблемы от безделья и советует отвлечься и чем-нибудь заняться. Например, найти работу, обзавестись хобби или хотя бы просто сменить обстановку попутешествовав. Последняя идея чокнутому чуваку приходится по душе.
Парень со странностями решает вспомнить молодость. Он берёт гитары, садится в старый грузовик и отправляется на концерт. В пути к нему подсаживается некий молодой парень, который спасается от байкеров. Этот юноша на деле и есть тот самый сын чувака, однако отец и сын не узнают друг друга. В это время Три начинает поиски своего пропавшего сына. В этом ей помогает её новый бойфренд актёр Си Томас Хауэлл.
Обе компании путешествуют по Калифорнии периодически попадая в различные ситуации, пока наконец не встречаются…

## В ролях
| Актёр              | Роль                    |
| ------------------ | ----------------------- |
| Томми Чонг         | парень со странностями  |
| Си Томас Хауэлл    | играет себя             |
| Рэй Дон Чонг       | играет себя             |
| Шелби Чонг         | Три (Дерево)            |
| Пэрис Чонг         | Кайл                    |
| Мартин Малл        | доктор Лиддлдик         |
| Бобби Тэйлор       | Бобби                   |
| Рейнальдо Рей      | Лу                      |
| Пегги Макинтэггэрт | Мисти                   |
| Аль Манчини        | детектив Фресно         |
| Джадд Нельсон      | играет себя             |
| Чич Марин          | Чич                     |
| Майкл Уинслоу      | полицейский в аэропорту |
| Лиза М. Хэнсен     | радио-диспетчер полиции |
| Рэи Аллен          | Холли                   |
| Пол Бэртел         | Виби Кул                |
| Пол Хертцбер       | пьяный с вином          |

## Интересные факты
- Флойд Снид, бывший барабанщик рок-группы «Three Dog Night», снялся в камео как барабанщик.
- Си Томас Хауэлл вспоминает свои роли в таких фильмах как «Изгои», «Попутчик», «Свой в доску».
- Персонажи шутят, что Николас Кейдж в фильме «Власть луны» выглядит как Си Томас Хауэлл.